# Исо-Сиеппиярви
Исо-Сиеппиярви — пресноводное озеро на территории Кестеньгского сельского поселения Лоухского района Республики Карелии.
Находится на территории национального парка «Паанаярви».

## Общие сведения
Площадь озера — 5,4 км², площадь водосборного бассейна — 116 км². Располагается на высоте 257,1 метров над уровнем моря.
Форма озера лопастная, изогнутая, продолговатая: оно почти на восемь километров вытянуто с запада на восток. Берега изрезанные, каменисто-песчаные, преимущественно возвышенные, скалистые.
Через Исо-Сиеппиярви протекает безымянный водоток, вытекающий из озера Пиени-Сиеппиярви, и впадающий в озеро Юлинен-Пядюсъярви, через которое протекает река Сулкийоки. Сулкийоки, в свою очередь, впадает в озеро Соваярви, из которого берёт начало река Совайоки. Последняя впадает в озеро Паанаярви, через которое протекает река Оланга, впадающая в Пяозеро.
В озере около десяти безымянных островов различной площади, большинство из них сосредоточено в западном плёсе водоёма.
Населённые пункты и автодороги вблизи водоёма отсутствуют.
Код объекта в государственном водном реестре — 02020000411102000000766.